# Willem Olivier
Willem Olivier (Sneek, 13 januari 1739 - aldaar, 10 augustus 1826) was een Nederlands politicus en burgemeester van Sneek.
Olivier werd geboren als zoon van Louis Olivier en Antje Sijbes. Nadat hij toetrad tot het stadsbestuur van Sneek werd hij in 1813 aangesteld als maire. Van 2 januari 1814 tot april 1824 was hij president-burgemeester van deze stad, hij werd opgevolgd door Izaak Vlink. Hij deelde het burgemeesterschap met Vlink, Heronimus Beck en Berend Airing. Voor het departement Friesland was hij op 29 en 30 maart 1814 aanwezig bij de Vergadering van Notabelen. Op 19 september 1814 trad hij namens Sneek toe tot de Provinciale Staten van Friesland. Hij was hierin tot 1823 actief. In april 1824 werd hij bovendien wethouder van Sneek, hij zou dit ambt tot zijn dood bekleden. 
- Biografisch Portaal: 89750489
- Parlement.com: vg09llvu6kz2